# Propanoplosaurus
Propanoplosaurus (лат.) — род травоядных птицетазовых динозавров из семейства Nodosauridae. Жил в нижнем мелу в районе современной Северной Америки. Типовой и единственный вид — Propanoplosaurus marylandicus.
Голотип (USNM 540686) был найден в формации Patuxent, датирующейся концом апта (около 115 миллионов лет назад). Голотип является не скелетом, а отпечатком и природным слепком молодого животного. Находка была сделана Рэйем Стэнфордом в 1994 году в южной части штата Мэриленд, недалеко от восточной границы Вашингтона. Была найдена окаменелая глина, на которой был виден слепок тел только что вылупившихся молодых животных.
Так как голотип относится к очень молодому животному, размер взрослого Propanoplosaurus нет возможности точно определить. Сохранившийся слепок имеет 33 см в длину.
Propanoplosaurus marylandicus был отнесен к семейству Nodosauridae инфраотряда Ankylosauria. Является единственным нодозавридом из раннего мела в восточной части США и является первым прямым доказательством того, что нодозавриды гнездовались на восточном побережье.